# Marathon van Osaka 2012
De Marathon van Osaka 2012 werd gelopen op zondag 29 januari 2012. Het was de 31ste editie van deze marathon. Alleen vrouwelijke elitelopers mochten aan de wedstrijd deelnemen.
De Japanse Risa Shigetomo kwam als eerste over de streep in 2 uur, 23 minuten en 23 seconden. Ze had meer dan een minuut voorsprong op de Oekraïense Tetjana Hamera-Sjmyrko.

## Uitslag
| rang   | naam                   | land | tijd    |
| ------ | ---------------------- | ---- | ------- |
| Goud   | Risa Shigetomo         | JPN  | 2:23.23 |
| Zilver | Tetjana Hamera-Sjmyrko | UKR  | 2:24.46 |
| Brons  | Azusa Nojiri           | JPN  | 2:24.57 |
| 4      | Chika Horie            | JPN  | 2:28.35 |
| 5      | Kiyoko Shimahara       | JPN  | 2:29.51 |
| 6      | Yumi Sato              | JPN  | 2:32.49 |
| 7      | Irene Mogaka           | KEN  | 2:35.36 |
| 8      | Lauren Shelley         | AUS  | 2:35.57 |
| 9      | Kayoko Fukushi         | JPN  | 2:37.35 |
| 10     | Naoko Sakamoto         | JPN  | 2:39.27 |
| 11     | Constantina Diță       | ROU  | 2:40.08 |
| 12     | Mihaela Botezan        | ROU  | 2:42.50 |
| 13     | Hisae Yoshimatsu       | JPN  | 2:42.59 |
| 14     | Yu Mizogami            | JPN  | 2:46.18 |
| 15     | Ikue Tabata            | JPN  | 2:47.11 |
| 16     | Natsumi Mineshima      | JPN  | 2:47.26 |
| 17     | Misayo Sadamori        | JPN  | 2:47.27 |
| 18     | Kaori Iwamoto          | JPN  | 2:47.31 |
| 19     | Chika Tawara           | JPN  | 2:47.36 |
| 20     | Kotoka Hirai           | JPN  | 2:47.57 |
| 21     | Reiko Kobayashi        | JPN  | 2:48.19 |
| 22     | Junko Suzuki           | JPN  | 2:49.47 |
| 23     | Yayoi Yoshikawa        | JPN  | 2:49.53 |
| 24     | Toshiko Yoshikawa      | JPN  | 2:51.20 |
| 25     | Satoko Uetani          | JPN  | 2:51.43 |

1982 ·
1983 ·
1984 ·
1985 ·
1986 ·
1987 ·
1988 ·
1989 ·
1990 ·
1991 ·
1992 ·
1993 ·
1994 ·
1995 ·
1996 ·
1997 ·
1998 ·
1999 ·
2000 ·
2001 ·
2002 ·
2003 ·
2004 ·
2005 ·
2006 ·
2007 ·
2008 ·
2009 ·
2010 ·
2011 · 
2012 ·
2013 ·
2014 ·
2015 ·
2016 ·
2017